# Aeroportul Edmundo Carvajal
Aeroportul Edmundo Carvajal (IATA: XMS, ICAO: SEMC) este un aeroport din Morona-Santiago Province⁠(d), Ecuador ce deservește zona Macas.
Situat la o altitudine de 1.037 m, aeroportul dispune de o singură pistă.